# Стрелка красноглазая
Стрелка красноглазая, или красноглазка-наяда, или красноглазка наяда, или эритромма-красноглазка, или эритромма большая (лат. Erythromma najas) — вид равнокрылых стрекоз из семейства стрелок.

## Этимология видового названия
Najas (латинский) — наяда, водяная нимфа. Взрослые стрекозы этого вида обычно летают у самой поверхности воды.

## Описание

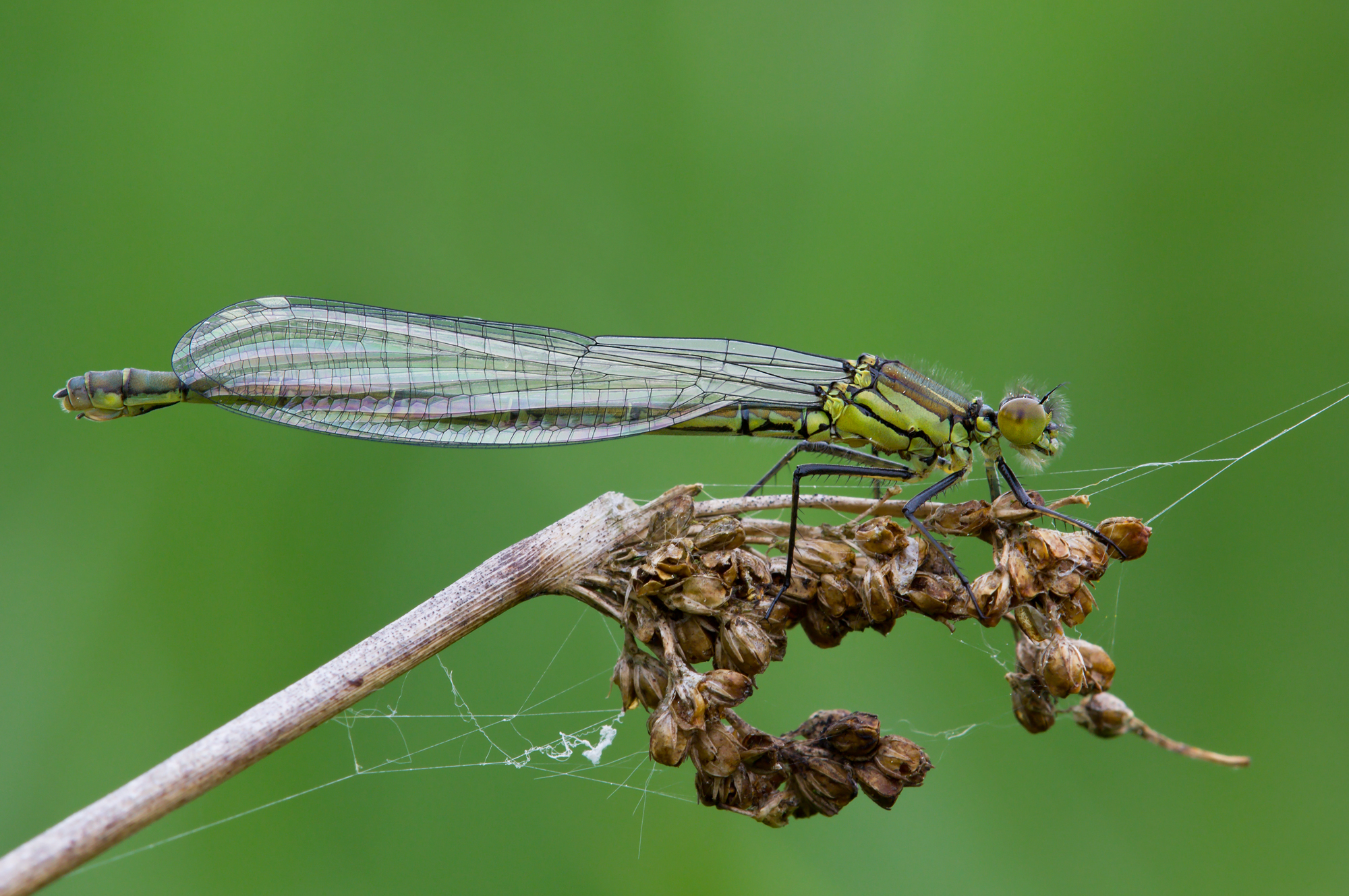
Самка

Длина 30—36 мм, брюшко 25—30 мм, заднее крыло 19—24 мм.
Птеростигма прямоугольная и узкая, равная 1 ячейке. Под птеростигмой поперечные жилки отсутствуют. Ноги чёрные или тёмно-серые. Основная окраска на верхней стороне брюшка бронзово-чёрная, с некоторым металлическим блеском. Глаза самца красные. Брюшко у старых самцов на верхней стороне покрыто голубым налётом. Пятна на брюшке голубого цвета. Доплечевые полосы отсутствуют. Х тергит брюшка сверху целиком голубой, без чёрных отметин, IX — весь чёрный. У самок задний край переднеспинки закругленный. Пятна на брюшке самок зелёного цвета. Доплечевые полоски светлые, очень короткие, неполные. Анальные придатки чёрного цвета.

## Ареал
Умеренные области Европы и Сибири, Казахстан, Узбекистан.
На Украине распространён по всей территории страны. В Карпатах не поднимается высоко в горы.

## Биология

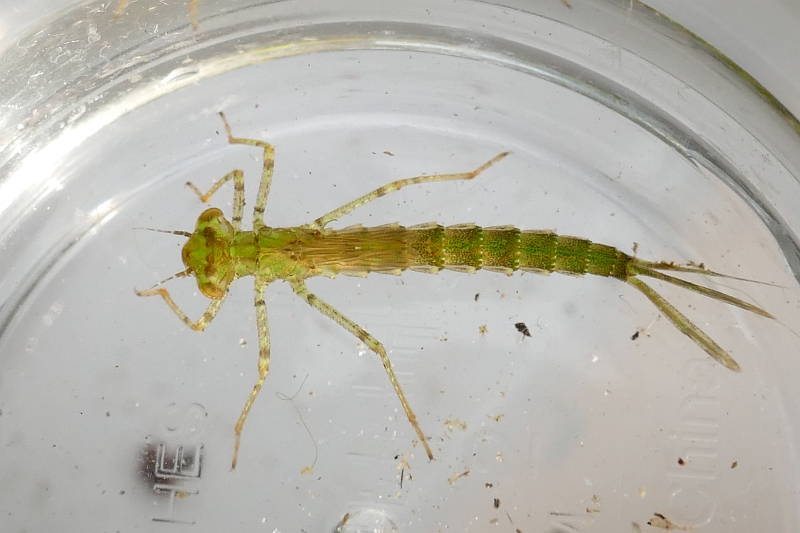
Личинка

Время лёта: июнь — начало сентября. Наиболее обычен в поймах крупных и средних озёр. Самки откладывают яйца в листья и стебли живых растений, отмершие стебли, плавающие на поверхности воды. Самец всегда сопровождает самку на протяжении всего времени, пока она откладывает яйца; при этом оба партнёра, преимущественно, полностью погружаются в воду.
Окраска личинки вариабельная: ярко-зелёная, зеленоватая, светло-жёлтая, зеленовато-серая, жёлто-коричневая, коричневая или почти чёрная. Тело стройное, длинное, гладкое, покрыто многочисленными тёмными точками. Длина тела к концу развития достигает 25—30 мм. Личинки держатся на участках водоёмов с обильной водной растительностью на глубине 0,1—2,0 м. Развитие личинки длится около года.